# Hipófisis

Hipófisis en rojo. Imagen 3D. Click sobre la imagen para que se mueva

La  hipófisis o glándula pituitaria es una glándula endocrina presente en los vertebrados, que segrega las hormonas encargadas de regular la homeostasis y el crecimiento, controlando la función de otras glándulas endocrinas subordinadas. Es una glándula compleja que se aloja en un espacio óseo llamado silla turca, situado en la base del cráneo. Las alteraciones en la función de la glándula, pueden deberse a un déficit (hipofunción), o a exceso (hiperfunción), ambas circunstancias determinan niveles sanguíneos alterados de las hormonas principales, afectando de esta forma a la producción de otras hormonas en todo el organismo.
 La patología tumoral más frecuente de la hipófisis es el adenoma hipofisario, un tumor benigno que altera la función y puede comprimir estructuras neurológicas adyacentes.

## Etimología de la palabra
El término «hipófisis» proviene del griego: ὑπόφυσις hypophysis, ὑπό hipo (‘debajo’) y φύειν:fisis (‘crecer’ o 'crecimiento') 'excrecencia que crece por debajo'.

Aristóteles creía que el moco nasal (llamado pītuīta en latín) se generaba en el cerebro, y salía por la nariz.
En 1543, Vesalio escribió lo mismo: que el moco nasal (pituita) procedía de esa glándula en el cerebro. 
De allí el nombre «pituitaria»: glándula generadora de moco. 
En el siglo siguiente (XVII) se deshizo el error (el moco no provenía del cerebro, sino del interior de la misma nariz), y la anatomía ha preferido renombrar a esa glándula «hipófisis».
Desde 1723, en latín científico, se documenta el nombre «pituitaria» o «membrana pituitaria» (‘mucosa generadora de moco’) para la mucosa nasal o mucosa olfatoria.

## Desarrollo embriológico
Desde el punto de vista de la embriología, la hipófisis es un órgano doble de origen ectodérmico y neural.

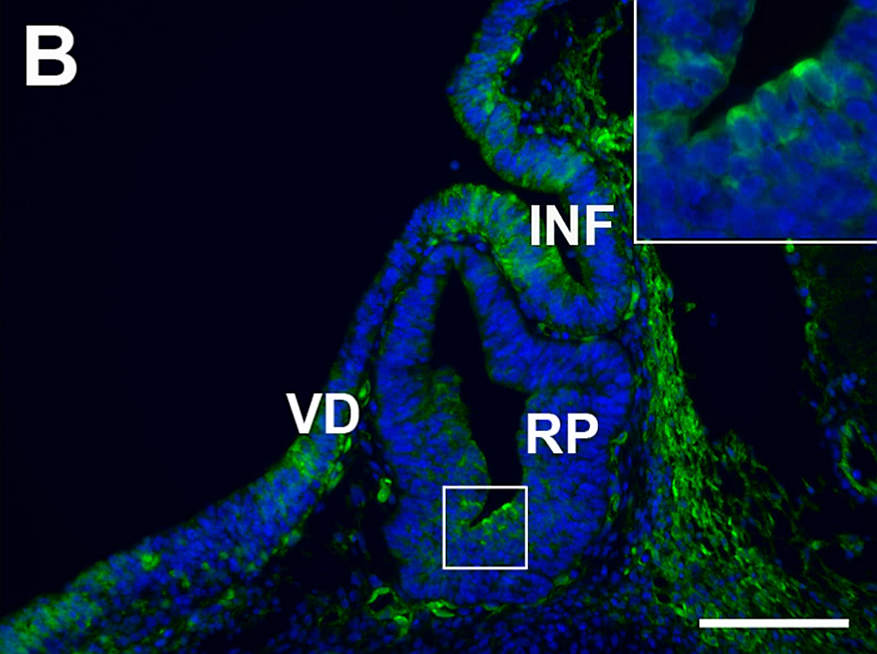
Desarrollo embrionario de la Hipófisis. RP= Bolsa de Rathke y el infundíbulo INF= una extensión del Diencéfalo. VD= Diencéfalo ventral.

La glándula hipófisis se desarrolla a partir de dos estructuras completamente distintas: a partir de una evaginación de la boca primitiva (estomodeo) a la altura de la bolsa de Rathke y a partir del infundíbulo, una extensión del diencéfalo. Posteriormente, las células del remanente de la bolsa de Rathke aumentan en cantidad y conforman el lóbulo anterior (AL) de la hipófisis o adenohipófisis.
En peces el grupo de los teleósteos es el único en el que la neurohipófisis tiene una estrecha relación de estructura con las células adenohipofisarias, con neuronas que inervan directamente las células de la adenohipófisis. Presentan una adenohipófisis dividida en tres regiones: pars distalis rostral, pars distalis caudal y pars intermedia.
En anfibios la hipófisis presenta mayor similitud con la del resto de los vertebrados. Adenohipófisis y neurohipófisis son dos zonas independientes pero interrelacionadas, con un sistema porta bien establecido. La adenohipófisis está compuesta de un lóbulo distal diferenciado en dos regiones, una rostral y otra caudal.

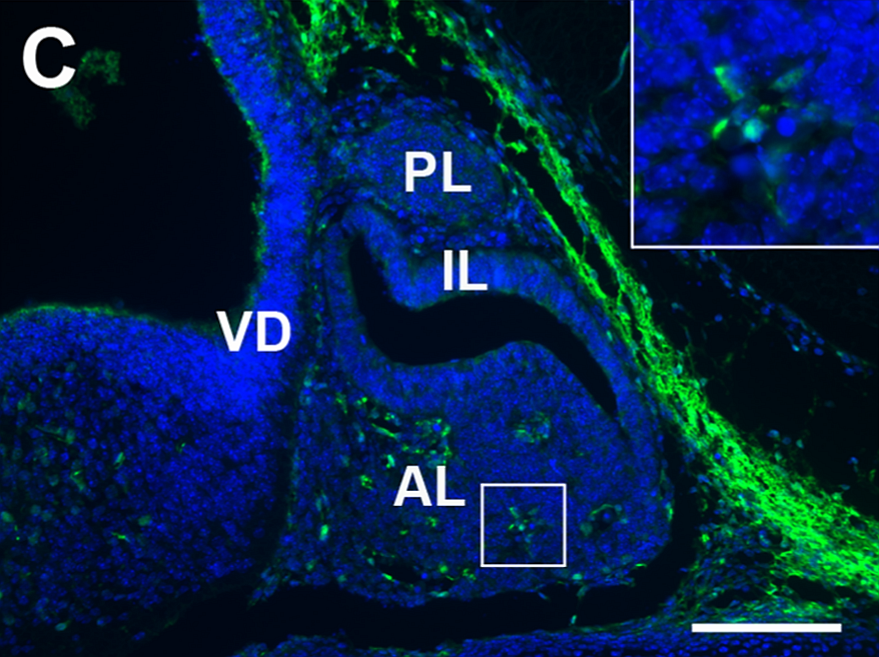
Hipófisis embrionaria día e14,5. PL= Lóbulo posterior, IL= Lóbulo intermedio, AL= Lóbulo anterior.

En mamíferos, la hipófisis se divide en un lóbulo neural desarrollado (lóbulo posterior o neurohipófisis), con  una eminencia media que comunica por medio de un plexo capilar con la zona más rostral del lóbulo anterior. Un lóbulo anterior (adenohipófisis) que no presenta división marcada en regiones, un lóbulo intermedio y un lóbulo tuberal que forma junto con la eminencia media el "tallo hipofisario" y cuyos vasos sanguíneos se comunican con la zona más rostral del lóbulo anterior. Los tipos celulares secretores, se encuentran distribuidos por todo el lóbulo anterior.
En el embrión humano de 3 semanas, la bolsa de Rathke se invagina en el estomodeo y crece en dirección dorsal hacia el infundíbulo neural. Al final del segundo mes la conexión con la cavidad oral se pierde y se ubica en asociación estrecha con el infundíbulo. Posteriormente, las células del remanente de la bolsa de Rathke aumentan en cantidad y constituyen el lóbulo anterior (frontal) de la hipófisis llamado adenohipófisis. Está conformada por cordones e islas de células epiteliales secretoras rodeadas por gran cantidad de capilares. 
El infundíbulo del mesencéfalo da origen al "tallo de la hipófisis" y al lóbulo posterior de la hipófisis llamado neurohipófisis. Está compuesta por células de la neuroglia, además contiene importantes fibras nerviosas procedentes de la región hipotalámica.

En resumen en el humano se generan:
- Lóbulo anterior o adenohipófisis: procede embriológicamente de un esbozo la faringe del embrión: la pared anterior de la bolsa de Rathke y es responsable de la secreción de numerosas hormonas
- Parte intermedia[9] o hipófisis media procede de la pared posterior de la bolsa de Rathke, produce dos polipéptidos llamados melanotropinas u hormona estimulante de melanocitos (MSH en inglés).
- Lóbulo posterior o neurohipófisis: procedente de la evaginación del piso del tercer ventrículo del diencéfalo, al cual se le conoce con el nombre de infundíbulo, queda unido a través del tallo hipofisario; almacena a las hormonas ADH y oxitocina.[10]

## Anatomía
La glándula hipófisis de los vertebrados se ubica en la zona ventral del diencéfalo, alojada en una depresión ósea del hueso esfenoides denominada silla turca, situada en la base del cráneo.
Ubicada en el piso de la fosa cerebral media, la hipófisis está conectada con el hipotálamo a través del tallo hipofisario o infundíbulo. La glándula está separada del hueso por las meninges y rodeada por una cápsula de tejido conjuntivo, que permite la entrada de los vasos sanguíneos para su irrigación.
La duramadre se refleja en dos láminas: una ventral que recubre la fosa hipofisaria y otra lámina dorsal que recubre la base del cerebro y forma una "tienda hipofisaria" o "diafragma sellar", perforado alrededor del infundíbulo de la hipófisis.

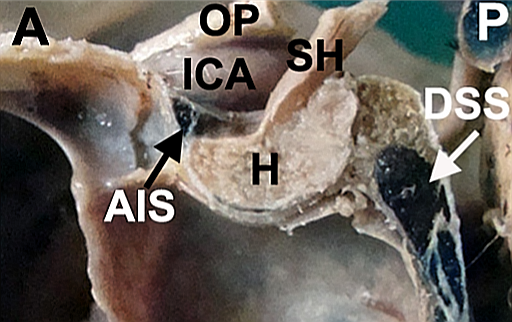
Hipófisis (H) dentro de la silla turca. Tallo hipofisario (SH). Seno intercavernoso anterior (AIS). A es anterior y P posterior del cráneo. Corte de anatomía humana.

El tamaño de la hipófisis varía con el tamaño corporal del vertebrado considerado. En la rata la hipófisis mide 3,5 x 5,5 x 1,5 milímetros (mm) y tiene un peso de alrededor de 8 miligramos (mg) para la rata macho y 14 mg para la rata hembra.
En el perro la hipófisis es aplanada en el sentido dorso-ventral con 11 mm de largo, 7 mm de ancho y 3 mm de profundidad; si el animal es menor de 2 años de edad puede pesar 65 mg en promedio (con variación entre 33-90 mg).
La hipófisis en el humano, tiene forma elipsoide con un diámetro anteroposterior de 8 milímetros (mm), trasversal de 12 mm y 6 mm en sentido vertical; en promedio pesa en el hombre adulto 500 miligramos, en la mujer 600 mg y en las que han tenido varios partos, hasta 700 mg.

El principal riego sanguíneo de la glándula pituitaria humana, proviene de dos ramas de la arteria carótida interna: las arterias hipofisarias superior e inferior.

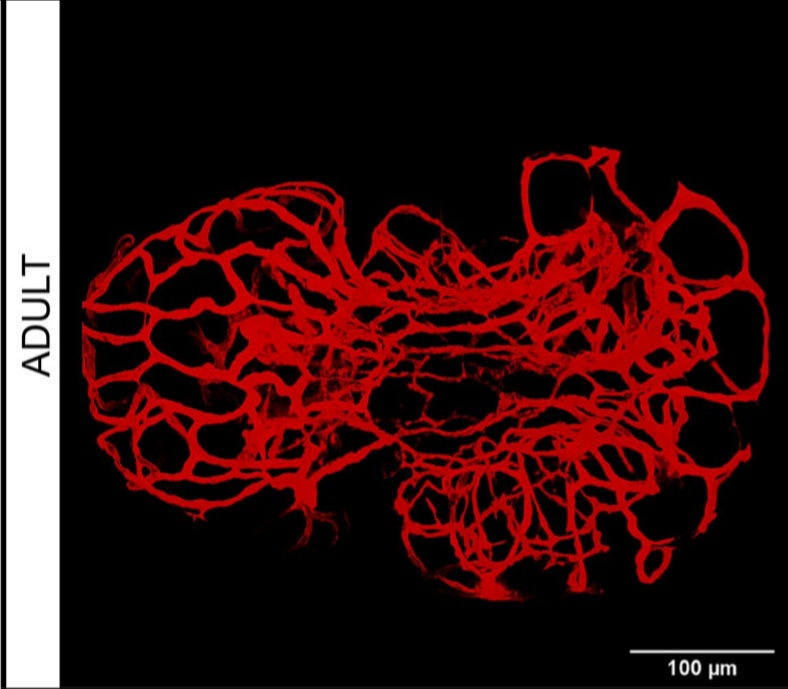
Microvasculatura de la Hipófisis, diámetro de 5-10 micrómetros. Peces teleósteos.

Una sola arteria hipofisaria superior nace de cada arteria carótida interna luego de un corto trayecto dentro de la cavidad craneal. Cada arteria hipofisaria superior, de 0,25 mm de diámetro promedio, se divide en dos ramas, una anterior y otra posterior, cada una de las cuales se anastomosa con su homóloga del lado opuesto para formar un anillo alrededor de la parte superior del tallo hipofisario.

## Fisiología
La hipófisis sintetiza, almacena y secreta las hormonas que son imprescindibles para la regulación (homeostasis) y el desarrollo del organismo como el crecimiento, el metabolismo y el desarrollo sexual.
La síntesis y la secreción de las hormonas peptídicas principales de la hipófisis, está regulada por un sistema de control por retroalimentación, denominado eje hipotálamo-hipofisario, a través de un  sistema vascular especializado entre el hipotálamo y la hipófisis.
La glándula hipófisis es un órgano neuro-hemático, que contiene: por una parte la secreción de los terminales de axones de neuronas neurosecretoras del hipotálamo, y por otra parte una glándula endócrina de origen epitelial, que secreta hormonas que van a regular la actividad de otras glándulas endócrinas a distancia.
En los vertebrados, la hipófisis es el componente clave del sistema  neuroendócrino y de la regulación neurosecretora.
La secreción de la hipófisis está controlada por: el hipotálamo influenciado por  los centros superiores del sistema nervioso central, y por la retroalimentación de los niveles de hormonas circulantes producidas por sus glándulas endócrinas dependientes.

### Adenohipófisis

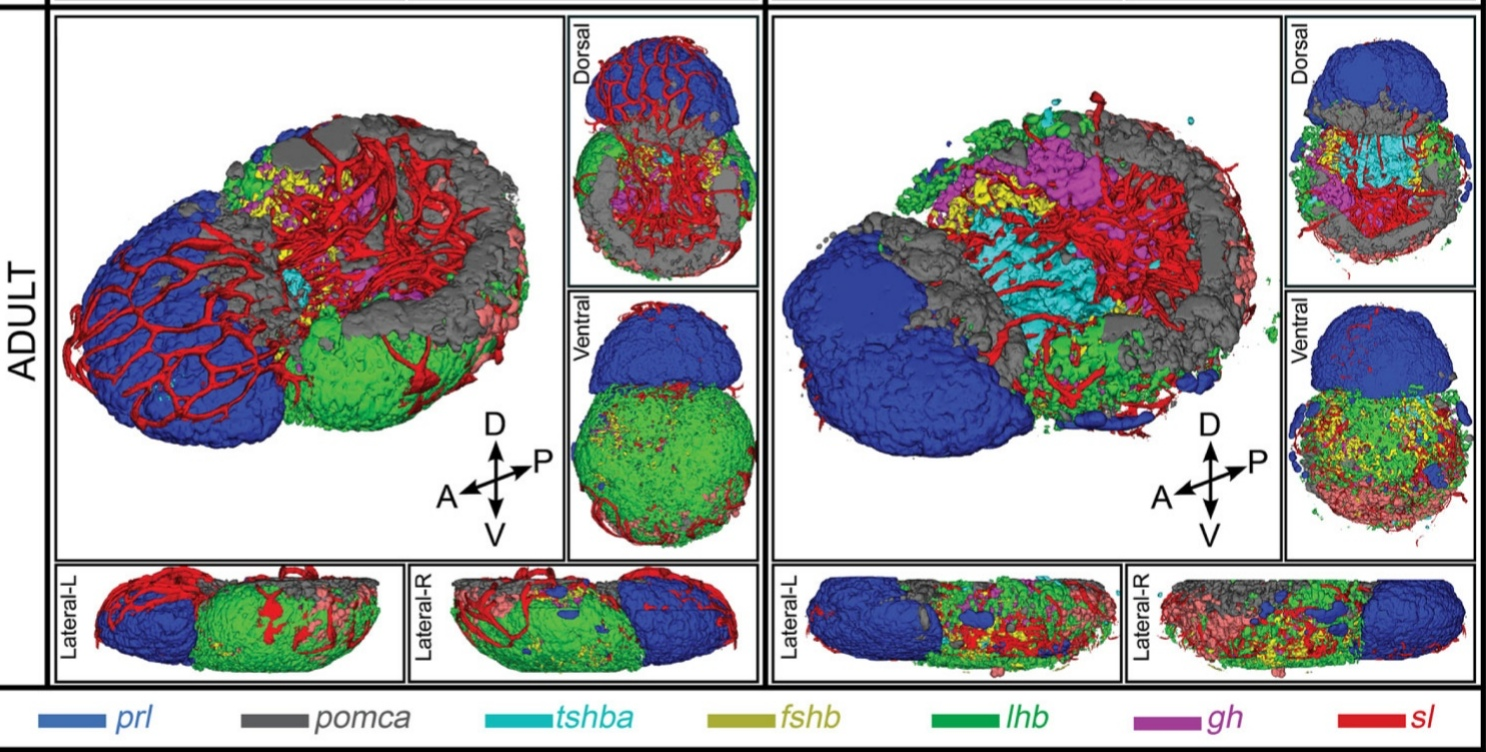
Microvasculatura y Tipos celulares. Pez medaka.

La adenohipófisis segrega muchas hormonas de las cuales seis son relevantes para la función fisiológica adecuada del organismo, las cuales son segregadas por cinco tipos de células diferentes. Estas células son de origen epitelial y como muchas glándulas endocrinas, están organizadas en acúmulos rodeados de capilares sanguíneos sinusoides a los cuales se vierte su secreción hormonal. 
Se han podido identificar cinco tipos celulares principales en la adenohipófisis:
- Células somatotropas  que segregan GH (acidófila).
- Células lactotropas, o mamotropas que segregan PRL (acidófila).
- Células corticotropas que segregan ACTH (basófila).
- Células gonadotropas que segregan las gonadotropinas LH, y FSH (basófila).
- Células tirotropas que secretan la TSH (basófila).

#### Hormonas de la adenohipófisis

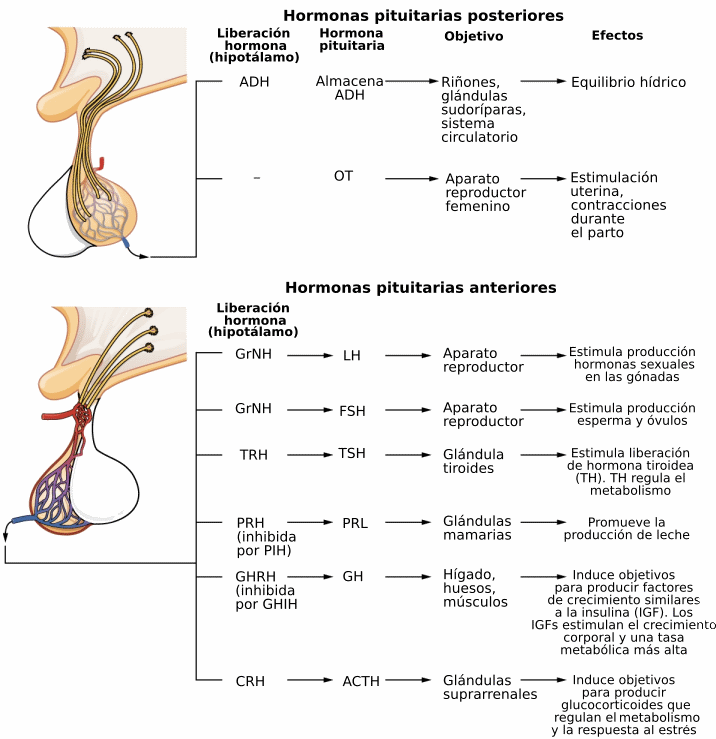
Hormonas producidas por la glándula pituitaria. La GnRH es secretada por el hipotálamo, que induce a la pituitaria anterior a producir FSH y LH en la pubertad.

- Hormona del crecimiento o somatotropina (GH). Estimula la síntesis proteica, e induce la captación de glucosa por parte del músculo y los adipocitos, además induce la gluconeogénesis por lo que aumenta la glucemia; su efecto más importante es quizás que promueve el crecimiento de todos los tejidos y los huesos en conjunto con las somatomedinas. Por lo que un déficit de esta hormona causa enanismo y un aumento (ocasionado por un tumor acidófilo) ocasiona gigantismo en niños, y acromegalia en adultos, (consecuencia del previo cierre de los discos epifisiarios).

- Prolactina (PRL) u hormona luteotrópica. Estimula el desarrollo de los acinos mamarios y estimula la traducción de los genes para las proteínas de la leche.

Las demás hormonas son hormonas tróficas, que tienen su efecto en glándulas endócrinas 
periféricas:
- Hormona estimulante del tiroides (TSH) o tirotropina. Estimula la producción de hormonas por parte del tiroides.
- Hormona estimulante de la corteza suprarrenal (ACTH) o corticotropina. Estimula la producción de hormonas por parte de las glándulas suprarrenales.
- Hormona luteinizante (LH). Estimulan la producción de hormonas por parte de las gónadas y la ovulación.
- Hormona estimulante del folículo (FSH). Complementa la función estimulante de las gónadas provocada por la (LH).

La LH y la FSH se denominan gonadotropinas, ya que regulan la función de las gónadas.

### Neurohipófisis
La neurohipófisis tiene un origen embriológico diferente al del resto de la hipófisis, mediante un crecimiento hacia abajo del hipotálamo, por lo que tiene funciones diferentes. Se suele dividir la neurohipófisis en tres partes desde arriba: eminencia media, infundibulo y pars nervosa, de las cuales la última es la más funcional.
Las células de la neurohipófisis se conocían como pituicitos y no son más que células gliales de sostén. Por tanto, la neurohipófisis no es en realidad una glándula secretora ya que se limita a almacenar los productos de secreción del hipotálamo. En efecto, los axoplasmas de las neuronas de los núcleos hipotalámicos supraóptico y para ventricular, secretan la ADH y la oxitocina respectivamente, que se almacenan en las vesículas de los axones que llegan a la neurohipófisis; dichas vesículas se liberan cerca del plexo primario hipofisiario en respuesta a impulsos eléctricos por parte del hipotálamo.
Las hormonas secretadas en la neurohipófisis son:
- Hormona antidiurética (ADH) o vasopresina. Se secreta en estímulo a una disminución del volumen plasmático y como consecuencia de la disminución en la presión arterial que esto ocasiona, y su secreción aumenta la reabsorción de agua desde los túbulos colectores renales por medio de la translocación a la membrana de la acuaporina II; también provoca una fuerte vasoconstricción por lo que también es llamada vasopresina.

- Oxitocina. Estimula la contracción de las células mioepiteliales de las glándulas mamarias lo que causa la eyección de leche por parte de la mama, y se estimula por la succión, transmitiendo señales al hipotálamo (retroalimentación) para que secrete más oxitocina. Causa contracciones del músculo liso del útero en el orgasmo y también los típicos espasmos de la etapa final del parto.

### Regulación hipotalámica

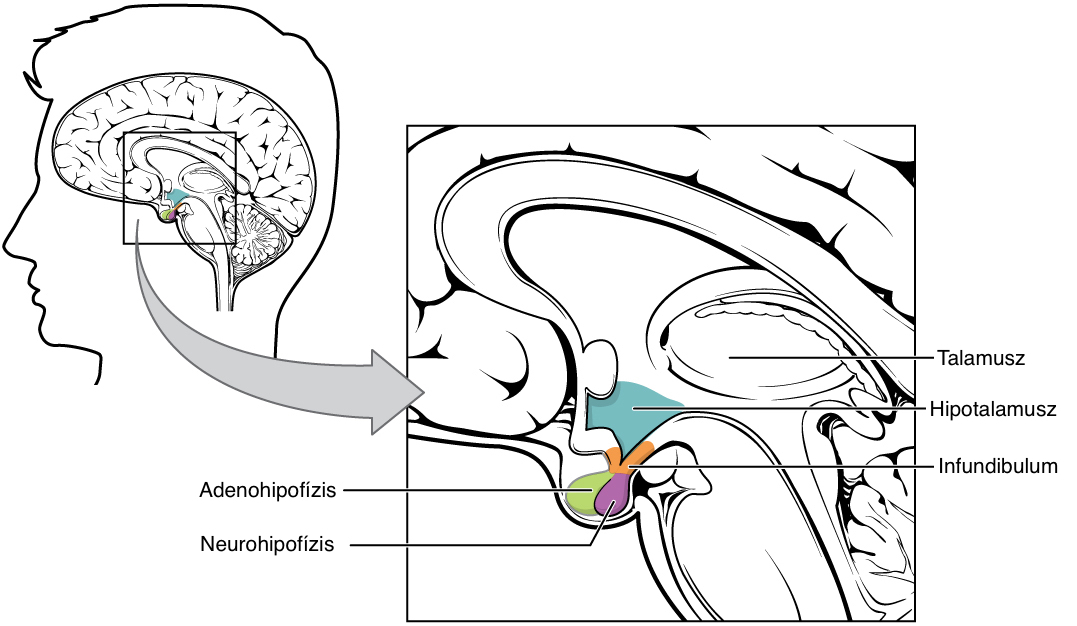
Eje hipotálamo-hipófisis. Hipotálamo en azul.

La hipófisis y el hipotálamo están conectados por un sistema capilar denominado sistema portal, el cual proviene de la arteria carótida interna y del polígono de Willis e irriga primero al hipotálamo formando el plexo capilar primario, que drena en los vasos porta hipofisiarios que a su vez forman el plexo capilar hipofisiario.
La importancia de este sistema es que transporta las hormonas liberadoras o hipofisiotrópicas que secreta el hipotálamo con fines reguladores de la secreción adenohipofisiaria. Estas hormonas son:
- somatoliberina o somatocrinina (GHRH): estimula la secreción de la hormona del crecimiento (GH) por parte de la hipófisis;
- corticoliberina (CRH): estimula la secreción de hormona adrenocorticotropa (ACTH) por parte de la hipófisis;
- tiroliberina (TRH): estimula la secreción de tirotropina (TSH) por parte de la hipófisis;
- gonadoliberina (GnRH): estimula la secreción de hormona luteinizante (LH y hormona foliculoestimulante (FSH por parte de la hipófisis;
- hormona inhibidora de la GH (GHIH) o somatostatina: inhibe la secreción de la hormona del crecimiento (GH) por parte de la hipófisis.

La prolactina está regulada negativamente por la dopamina, un neurotransmisor.
Hay que tener en cuenta que la regulación de la secreción de las hormonas hipofisiarias se realiza mediante un mecanismo de retroalimentación negativa, el cual se establece entre el hipotálamo, la hipófisis y los receptores específicos para cada hormona, localizado en los órganos diana.
El proceso se realiza en el momento en que el sistema nervioso central recibe un estímulo, el hipotálamo recibe parte de ese estímulo y actúa sobre la hipófisis, a su vez, el hipotálamo secreta las respectivas hormonas en la adenohipófisis o libera las de la neurohipófisis; estas se incorporan a la circulación, viajan por medio de la sangre y son captados por receptores específicos ubicados en los órganos diana, un ejemplo es la captación de la TSH por parte de los lóbulos tiroideos de la glándula tiroides.
En ese momento el órgano diana, (que en todo caso es cualquiera de las glándulas endocrinas), comienza a secretar sus propias hormonas, con lo que se envía un estímulo al sistema nervioso, específicamente al hipotálamo, o directamente a la hipófisis con lo cual se contrarresta el estímulo inicial.

## Patología
Algunos de los trastornos son anatómicos:
- El síndrome de interrupción del tallo hipofisario (PSIS en inglés) se caracteriza por la asociación de un tallo hipofisario ausente o delgado, un lóbulo hipofisario anterior ausente o hipoplásico o un lóbulo pituitario posterior ectópico.
- El síndrome de Silla Turca Vacía es una condición anatómica, observada en estudios de imagen o en autopsia, caracterizada por una Silla Turca/fosa hipofisaria prácticamente vacía, con la glándula hipófisis aplastada hacia el piso, hacia el dorso o hacia sus paredes laterales, debido al desplazamiento del espacio subaracnoideo.[20] Puede ser: 
  - Congénito,
  - Primario, en el 70 % de los casos,[21]
  - Secundario a una lesión como: isquemia posparto, cirugía, traumatismo cefálico o radioterapia.[22][23]

- Los tumores de hipófisis suelen ser benignos (no cancerosos) y se llaman adenomas hipofisarios. Los tumores de menos de 10 mm de diámetro se denominan microadenomas. La mayoría de estos no secretan hormonas (son "no secretores"); se les encuentra aproximadamente en el 24 % de las autopsias.[24]
- Los adenomas hipofisarios grandes, pueden comprimir las estructuras adyacentes, entre las que se incluyen el Hipotálamo, varios nervios craneales, y el quiasma óptico.[25]
- La apoplejía hipofisaria, es un síndrome clínico producido por un infarto, una hemorragia, o un infarto hemorrágico, como complicación de un adenoma hipofisario. Muestra aparición súbita de cefalea intensa, náuseas y vómitos, déficit visual, oftalmoplejía, meningismo y alteración del estado de conciencia e hipopituitarismo.[26]
- Hipofisitis. Es un proceso inflamatorio que afecta a la hipófisis y altera su función. La causa más frecuente es autoinmune.[27]

Algunos trastornos asociados a la hipófisis incluyen:
| Trastorno                                                    | Etiología                   | Hormona                       |
| Acromegalia                                                  | sobreproducción en adultos  | hormona del crecimiento       |
| Gigantismo                                                   | sobreproducción en infantes | hormona del crecimiento       |
| Déficit de la hormona del crecimiento                        | baja producción             | hormona del crecimiento       |
| Síndrome de secreción inadecuada de la hormona antidiurética | sobreproducción             | vasopresina                   |
| Diabetes insípida                                            | baja producción             | vasopresina                   |
| Síndrome de Sheehan                                          | baja producción             | cualquier hormona hipofisaria |
| Adenoma hipofisario                                          | sobreproducción             | cualquier hormona hipofisaria |
| Hipopituitarismo                                             | baja producción             | cualquier hormona hipofisaria |

Un tumor en los remanentes de la bolsa de Rathke puede ocasionar un craneofaringioma, el cual comprime a la glándula hipófisis.

## Imágenes

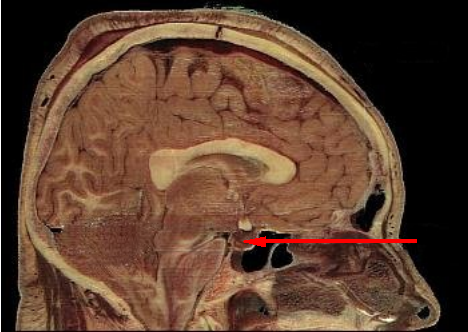
Localización de la glándula pituitaria en el cerebro humano.
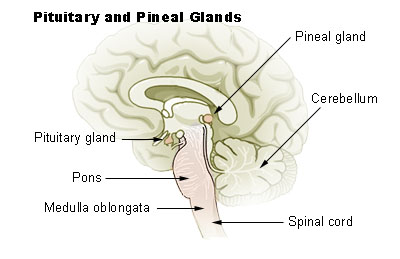
glándulas Pituitaria y pineal.
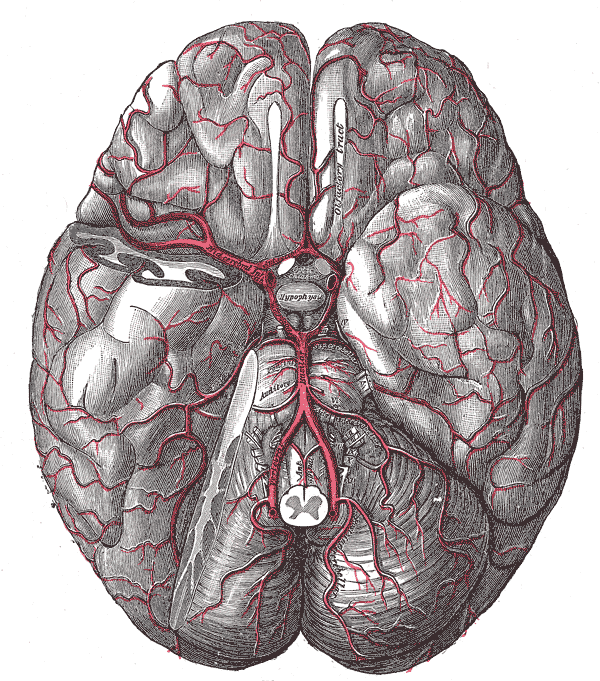
Las arterias de la base del cerebro.
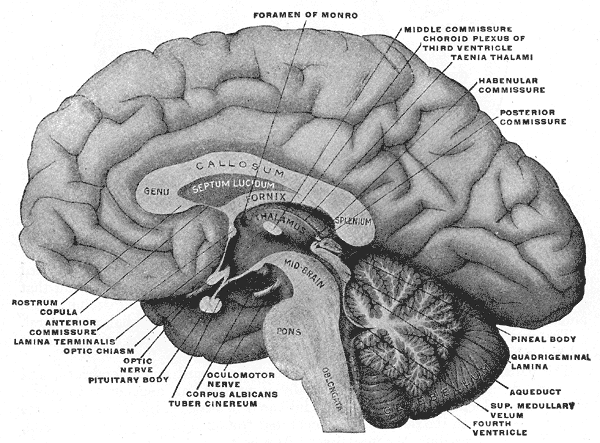
Aspecto mesal del cerebro seccionado en plano sagital medio.